# Rogelio J. Nieves
Rogelio Julián Nieves (Ayacucho, 12 de enero de 1916-septiembre de 1996) fue un comerciante, hacendado y político argentino del Partido Justicialista, que se desempeñó como senador nacional por la provincia de Formosa entre 1983 y 1992.

## Biografía
Nació en 1916 en Ayacucho (provincia de Buenos Aires). En 1944 se radicó en el entonces territorio nacional de Formosa, desempeñándose como comerciante, siendo dueño de una firma comercial dedicada a maquinarias agrícolas y automotores. También fue hacendado, desarrollando la cría de ganado en tierras del río Bermejo. Fue miembro de la Sociedad Rural Argentina.
En política, adhirió al peronismo, siendo fundador del Partido Laborista en Formosa e integrando luego el Partido Justicialista. En 1961 integró como síndico el primer directorio del Banco de la Provincia de Formosa, siendo años más tarde presidente del mismo. También fue ministro de Economía de Formosa.
En las elecciones al Senado de 1983, fue elegido senador nacional por la provincia de Formosa, con mandato hasta 1992. Fue presidente de la comisión mixta Revisora de Cuentas de la Administración; vicepresidente de las comisiones de Agricultura y Ganadería; y de Presupuesto y Hacienda; y vocal de las comisiones de Acuerdos; de Economía; de Industria; y de Comercio.
Falleció en septiembre de 1996. Días más tarde, fue homenajeado por sus pares en el Senado.